# Pumpspeicherkraftwerk Domenico Cimarosa
Das Pumpspeicherkraftwerk „Domenico Cimarosa“  des Energieversorgers Enel, auch Pumpspeicherkraftwerk Presenzano genannt, nahe der italienischen Gemeinde Presenzano in der Provinz Caserta in der Region Kampanien, liegt am Fluss Volturno. Es wurde nach dem italienischen Komponisten Domenico Cimarosa (1749–1801) benannt.
Die vier reversiblen Pumpturbinen des Kraftwerks haben im Turbinenbetrieb eine Leistung von 1000 MW und im Pumpbetrieb eine Leistung von 1029 MW. Das Oberbecken (bacino di Cesima) und das Unterbecken (bacino di Presenzano) haben jeweils ein Volumen von ungefähr sechs Millionen Kubikmetern. Der nominelle Wasserstand des Oberbeckens liegt bei 643 m s.l.m., der des Unterbeckens bei 156,05 m s.l.m. Das Unterbecken hat dabei eine Fläche von 750.000 m² und eine Tiefe von bis zu 23 m. Zwischen Ober- und Unterbecken besteht eine Fallhöhe von 495,5 m, Das Wasser strömt zwischen diesen beiden Becken zunächst durch einen etwa 2,3 km langen Druckstollen und anschließend über eine geneigte Druckrohrleitung mit einem Durchfluss von 250,56 m³/s. In der Nähe des Übergangs von Druckstollen zur Druckrohrleitung befindet sich ein Wasserschloss. Um Wasserverluste durch Lecks und Verdunstung auszugleichen, wird dem Kraftwerk zusätzlich Wasser des Rio S. Bartolomeo zugeführt, einem Nebenfluss des Volturno.
Der Bau begann 1979, die Inbetriebnahme war 1991. Das Pumpspeicherkraftwerk kostete eine Billion Lire, was etwa einer halben Milliarde Euro entspricht.